# Biceres

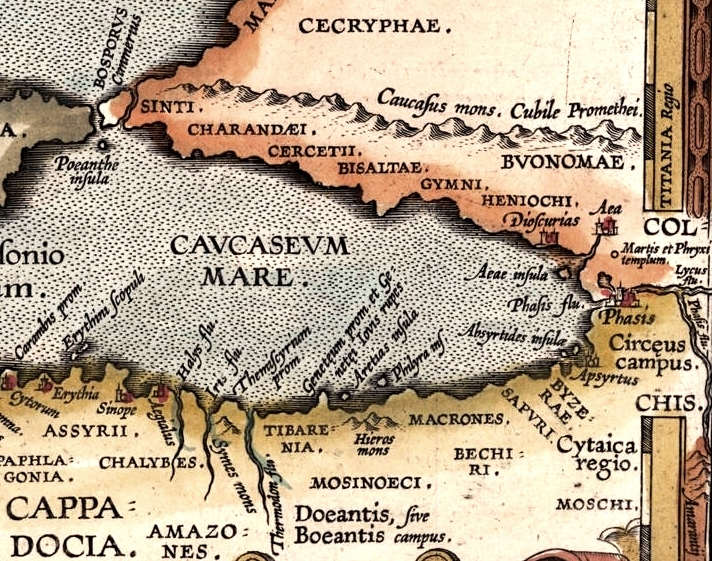
Mapa de Abraham Ortelius de 1624 donde aparece la ubicación de los biceres.

Los biceres eran los miembros de un pueblo asiático de la Antigüedad que se ubicaba cerca de la costa del Mar Negro, en una zona próxima al Cáucaso. 
Apolonio de Rodas los menciona entre los territorios junto a los que debían pasar los Argonautas en su viaje hacia la Cólquide en busca del vellocino de oro. El autor los ubica en la vecindad del territorio de los sapires. Junto al territorio de los biceres ya se encontraba la Cólquide.
El Periplo de Pseudo-Escílax los situaba junto a los ríos Darano y Ario.
Son nombrados por Estrabón entre los pueblos bárbaros que se caracterizaban por un especial salvajismo.